# Pakistan op de Olympische Spelen
Pakistan is een van de landen die deelneemt aan de Olympische Spelen. Pakistan debuteerde op de Zomerspelen van 1948. Tweeënzestig jaar later, in 2010, nam het land voor het eerst deel aan de Winterspelen.
In 2024 nam Pakistan voor de negentiende keer deel aan de Zomerspelen, in 2022 voor de vierde keer aan de Winterspelen. Er werd tot op heden elf medailles gewonnen, alle op de Zomerspelen. Acht medailles werden in het hockey behaald, de drie andere werden in het atletiek, boksen en worstelen gewonnen. De eerste medaille werd gewonnen door de mannen hockeyploeg, zilver in 1956. De eerste gouden medaille werd vier jaar later in 1960 ook door het mannenteam bij het hockey gewonnen. De worstelaar Mohammad Bashir was de eerste individuele sporter die een medaille won, in 1960 won hij brons bij de weltergewichten. De bokser Hussain Shah Syed won tot nu toe de tweede individuele medaille, in 1988 won hij brons bij de middengewichten. De eerste individuele gouden medaille werd gewonnen door Arshad Nadeem bij het speerwerpen.

## Medailles en deelnames

### Overzicht
De tabel geeft een overzicht van de jaren waarin werd deelgenomen, het aantal gewonnen medailles en de eventuele plaats in het medailleklassement.
| Zomerspelen | Zomerspelen | Zomerspelen | Zomerspelen | Zomerspelen | Zomerspelen |        | Winterspelen | Winterspelen | Winterspelen | Winterspelen | Winterspelen | Winterspelen |
| Jaar        | Goud        | Zilver      | Brons       | Totaal      | Rang        | Jaar   | Goud         | Zilver       | Brons        | Totaal       | Rang         |              |
| 1948        | 0           | 0           | 0           | 0           | -           | 1948   | -            | -            | -            | -            | -            |              |
| 1952        | 0           | 0           | 0           | 0           | -           | 1952   | -            | -            | -            | -            | -            |              |
| 1956        | 0           | 1           | 0           | 1           | 31          | 1956   | -            | -            | -            | -            | -            |              |
| 1960        | 1           | 0           | 1           | 2           | 20          | 1960   | -            | -            | -            | -            | -            |              |
| 1964        | 0           | 1           | 0           | 1           | 30          | 1964   | -            | -            | -            | -            | -            |              |
| 1968        | 1           | 0           | 0           | 1           | 29          | 1968   | -            | -            | -            | -            | -            |              |
| 1972        | 0           | 1           | 0           | 1           | 33          | 1972   | -            | -            | -            | -            | -            |              |
| 1976        | 0           | 0           | 1           | 1           | 37          | 1976   | -            | -            | -            | -            | -            |              |
| 1980        | -           | -           | -           | -           | -           | 1980   | -            | -            | -            | -            | -            |              |
| 1984        | 1           | 0           | 0           | 1           | 25          | 1984   | -            | -            | -            | -            | -            |              |
| 1988        | 0           | 0           | 1           | 1           | 46          | 1988   | -            | -            | -            | -            | -            |              |
| 1992        | 0           | 0           | 1           | 1           | 54          | 1992   | -            | -            | -            | -            | -            |              |
| 1996        | 0           | 0           | 0           | 0           | -           | 1994   | -            | -            | -            | -            | -            |              |
| 2000        | 0           | 0           | 0           | 0           | -           | 1998   | -            | -            | -            | -            | -            |              |
| 2004        | 0           | 0           | 0           | 0           | -           | 2002   | -            | -            | -            | -            | -            |              |
| 2008        | 0           | 0           | 0           | 0           | -           | 2006   | -            | -            | -            | -            | -            |              |
| 2012        | 0           | 0           | 0           | 0           | -           | 2010   | 0            | 0            | 0            | 0            | -            |              |
| 2016        | 0           | 0           | 0           | 0           | -           | 2014   | 0            | 0            | 0            | 0            | -            |              |
| 2020        | 0           | 0           | 0           | 0           | -           | 2018   | 0            | 0            | 0            | 0            | -            |              |
| 2024        | 1           | 0           | 0           | 1           |             | 2022   | 0            | 0            | 0            | 0            | -            |              |
| Totaal      | 4           | 3           | 4           | 11          |             | Totaal | 0            | 0            | 0            | 0            |              |              |
| Tot. Z+W    | 4           | 3           | 4           | 11          |             |        |              |              |              |              |              |              |

### Per deelnemer
| Jaar | Sport     | Olympiër          | Onderdeel                      | Medaille |
| ---- | --------- | ----------------- | ------------------------------ | -------- |
| 1956 | Hockey    | Olympisch team    | mannen                         | Zilver   |
| 1960 | Hockey    | Olympisch team    | mannen                         | Goud     |
| 1960 | Worstelen | Mohammad Bashir   | vrije stijl, weltergewicht (m) | Brons    |
| 1964 | Hockey    | Olympisch team    | mannen                         | Zilver   |
| 1968 | Hockey    | Olympisch team    | mannen                         | Goud     |
| 1972 | Hockey    | Olympisch team    | mannen                         | Zilver   |
| 1976 | Hockey    | Olympisch team    | mannen                         | Brons    |
| 1984 | Hockey    | Olympisch team    | mannen                         | Goud     |
| 1988 | Boksen    | Hussain Shah Syed | middengewicht (m)              | Brons    |
| 1992 | Hockey    | Olympisch team    | mannen                         | Brons    |
| 2024 | Atletiek  | Arshad Nadeem     | speerwerpen                    | Goud     |

Afghanistan · Albanië · Algerije · Amerikaans-Samoa · Amerikaanse Maagdeneilanden · Andorra · Angola · Antigua en Barbuda · Argentinië · Armenië · Aruba · Australië · Azerbeidzjan · Bahama's · Bahrein · Bangladesh · Barbados · België · Belize · Benin · Bermuda · Bhutan · Bolivia · Bosnië en Herzegovina · Botswana · Brazilië · Britse Maagdeneilanden · Brunei · Bulgarije · Burkina Faso · Burundi · Cambodja · Canada · Centraal-Afrikaanse Republiek · Chili · China · Chinees Taipei · Colombia · Comoren · Congo-Brazzaville · Congo-Kinshasa · Cookeilanden · Costa Rica · Cuba · Cyprus · Denemarken · Djibouti · Dominica · Dominicaanse Republiek · Duitsland · Ecuador · Egypte · El Salvador · Equatoriaal-Guinea · Eritrea · Estland · Ethiopië · Fiji · Filipijnen · Finland · Frankrijk · Gabon · Gambia · Georgië · Ghana · Grenada · Griekenland · Groot-Brittannië · Guam · Guatemala · Guinee · Guinee-Bissau · Guyana · Haïti · Honduras · Hongarije · Hongkong · Ierland · IJsland · India · Indonesië · Irak · Iran · Israël · Italië · Ivoorkust · Jamaica · Japan · Jemen · Jordanië · Kaaimaneilanden · Kaapverdië · Kameroen · Kazachstan · Kenia · Kirgizië · Kiribati · Koeweit · Kosovo · Kroatië · Laos · Lesotho · Letland · Libanon · Liberia · Libië · Liechtenstein · Litouwen · Luxemburg · Madagaskar · Malawi · Malediven · Maleisië · Mali · Malta · Marokko · Marshalleilanden · Mauritanië · Mauritius · Mexico · Micronesië · Moldavië · Monaco · Mongolië · Montenegro · Mozambique · Myanmar · Namibië · Nauru · Nederland · Nepal · Nicaragua · Nieuw-Zeeland · Niger · Nigeria · Noord-Korea · Noord-Macedonië · Noorwegen · Oeganda · Oekraïne · Oezbekistan · Oman · Oost-Timor · Oostenrijk · Pakistan · Palau · Palestina · Panama · Papoea-Nieuw-Guinea · Paraguay · Peru · Polen · Portugal · Puerto Rico · Qatar · Roemenië · Rusland · Rwanda · Saint Kitts en Nevis · Saint Lucia · Saint Vincent en de Grenadines · Salomonseilanden · Samoa · San Marino · Saoedi-Arabië · Sao Tomé en Principe · Senegal · Servië · Seychellen · Sierra Leone · Singapore · Slovenië · Slowakije · Somalië · Spanje · Sri Lanka · Soedan · Suriname · Swaziland · Syrië · Tadzjikistan · Tanzania · Thailand · Togo · Tonga · Trinidad en Tobago · Tsjaad · Tsjechië · Tunesië · Turkije · Turkmenistan · Tuvalu · Uruguay · Vanuatu · Venezuela · Verenigde Arabische Emiraten · Verenigde Staten · Vietnam · Wit-Rusland · Zambia · Zimbabwe · Zuid-Afrika · Zuid-Korea · Zuid-Soedan · Zweden · Zwitserland
Historische landen: Bohemen · Bondsrepubliek Duitsland · Brits-Indië · Duitse Democratische Republiek · Joegoslavië · Malaya · Nederlandse Antillen · Noord-Borneo · Noord-Jemen · Saarland · Servië en Montenegro · Sovjet-Unie · Tsjecho-Slowakije · West-Indische Federatie · Zuid-Jemen
Bijzondere deelnames: Onafhankelijke olympische atleten · Vluchtelingenteam 
 Australazië · Duits Eenheidsteam · Gemengd team · Gezamenlijk Team